# Sialome
 (février 2020).
En biochimie, le mot sialome peut désigner deux concepts distincts :
- l'ensemble de l'ARNm et des protéines exprimé dans les glandes salivaires, notamment par des moustiques, tiques et/ou d'autres arthropodes dits hématophages[1]. Le slalome peut notamment expliquer comment certains ectoparasites échappent à l'immunité de leur hôte ou rendent leur piqure ou leur morsure indolore le tempe de leur repas sur leur hôte (chez la tique par exemple[2]) ;
- l'ensemble des différents types d'acide sialique, ainsi que de leurs connexions et de leurs modes de présentation sur un organite, une cellule, un tissu, un organe ou un organisme particulier (tels qu'ils se trouvent à un moment particulier et dans des conditions spécifiques)[3].